# Xenopsylla cuisancei
Xenopsylla cuisancei är en loppart som beskrevs av Beaucournu et Morel 1991. Xenopsylla cuisancei ingår i släktet Xenopsylla och familjen husloppor. Inga underarter finns listade i Catalogue of Life.